# Laphria flavifacies
Laphria flavifacies là một loài ruồi trong họ Asilidae. Laphria flavifacies được Macquart miêu tả năm 1849. Loài này phân bố ở miền Ấn Độ - Mã Lai.